# Topeka
Topeka es la ciudad capital del estado estadounidense de Kansas y la sede del condado de Shawnee. Está situada a orillas del río Kansas en la parte central del condado de Shawnee, en el noreste de Kansas, en el centro de los Estados Unidos. Según el censo de 2020, la población de la ciudad era 126 587 habitantes. El Área metropolitana de Topeka, que incluye los condados de Shawnee, Jackson, Jefferson, Osage y Wabaunsee, tenía una población de 233 870 según el censo de 2010.
El nombre "Topeka" es una palabra kansa-osage que significa "lugar donde cavamos papas", o "un buen lugar para cavar papas". Como nombre de lugar, Topeka se registró por primera vez en 1826 como el nombre de Kansas para lo que ahora se llama río Kansas. Los fundadores de Topeka eligieron el nombre en 1855 porque "era novedoso, de origen indio y eufónico". A Joseph James, nativo kansa de sangre mixta, llamado Jojim, se le atribuye haber sugerido el nombre de Topeka. Fundada en 1854, fue una de las ciudades del Estado Libre fundadas por hombres antiesclavistas del Este inmediatamente después de la aprobación de la Ley de Kansas-Nebraska. En 1857, Topeka fue constituida como ciudad.
La ciudad es bien conocida por el Caso Brown contra el Consejo de Educación, que anuló el Caso Plessy contra Ferguson y declaró inconstitucional la segregación racial en las escuelas públicas.

## Historia

### Historia precolombina
Durante milenios, los nativos habitaron las Grandes Llanuras de América del Norte. Desde el siglo XVI hasta mediados del siglo XVIII, el Reino de Francia reclamó gran parte de América del Norte. En 1762, al final de la guerra franco-indígena, Francia cedió en secreto Luisiana al oeste del río Misisipi a España en el Tratado de Fontainebleau. En 1800, España devolvió Luisiana a Francia. En 1803, Estados Unidos le compró el territorio a Francia por 15 millones de dólares, que incluía la mayor parte de la tierra de la actual Kansas.

### SigloXIX
En los años 1840, las caravanas de carretas partieron hacia el oeste desde Independence en un viaje de 3000 km, siguiendo lo que se conoció como la Senda de Oregón. Unas 97 km al oeste de Kansas City, tres hermanas kansa casadas con los hermanos Pappan franco-canadienses establecieron un servicio de ferry que permitía a los viajeros cruzar el río Kansas en lo que ahora es Topeka. Durante la década de 1840 y hasta la década de 1850, los viajeros podían encontrar un camino confiable para cruzar el río, pero poco más había en el área.

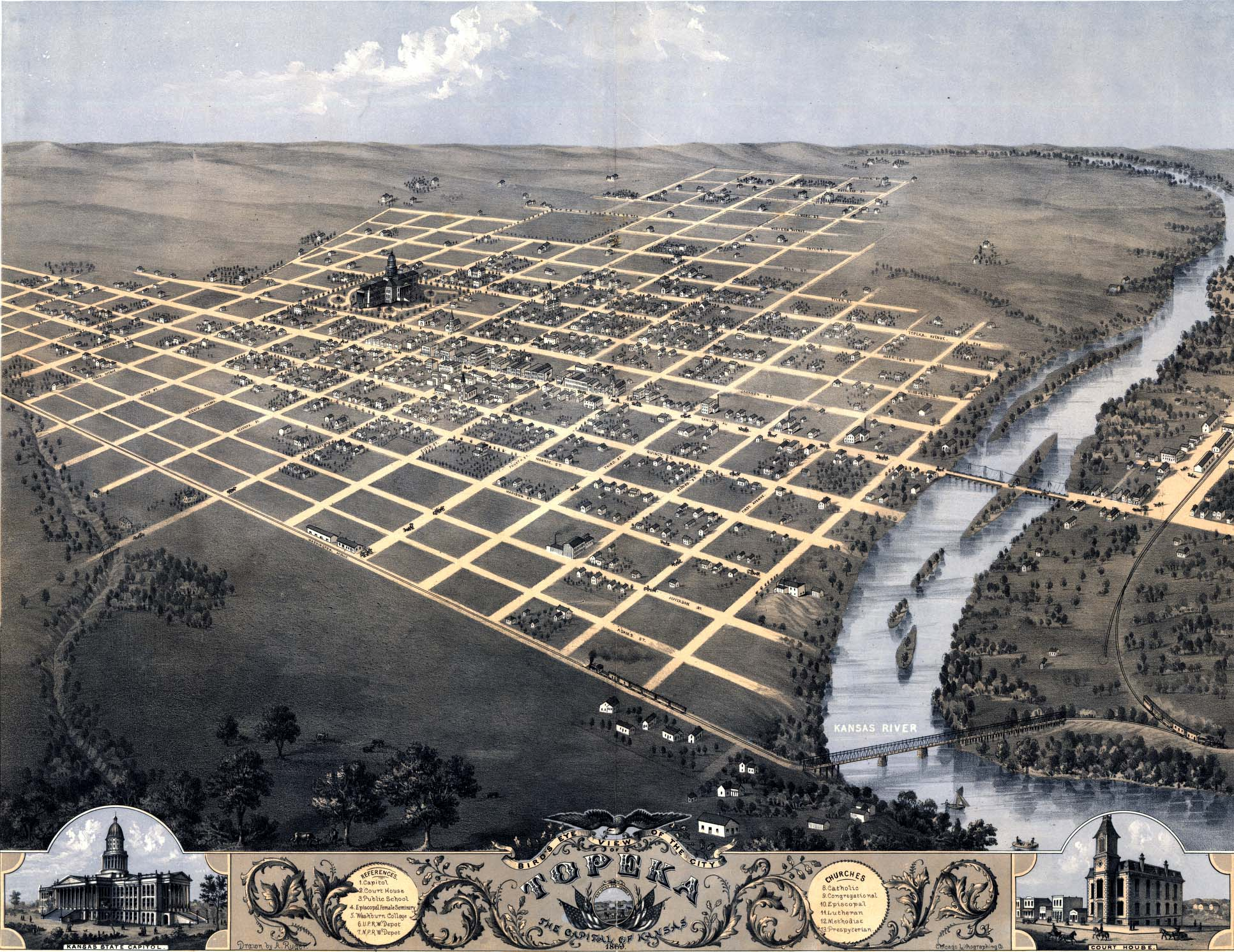
Una ilustración a vista de pájaro de 1869 de Topeka

A principios de la década de 1850, el tráfico a lo largo de la Senda de Oregón se complementó con el comercio en una nueva carretera militar que se extendía desde Fort Leavenworth a través de Topeka hasta el recién establecido Fort Riley. En 1854, después de completar la primera cabaña, nueve hombres establecieron la Asociación de la ciudad de Topeka. El grupo incluía a Cyrus K. Holliday, un "hombre de ideas", que se convirtió en alcalde de Topeka y fundador del Ferrocarril de Atchison, Topeka y Santa Fe. Pronto, los barco de vapor atracaban regularmente en el embarcadero de Topeka, depositaban carne, madera y harina y regresaban hacia el este con papas, maíz y trigo. A fines de la década de 1860, Topeka se había convertido en un centro comercial que ofrecía muchas comodidades de la época victoriana.
Topeka fue un bastión para el movimiento de estado libre durante los problemas en el Territorio de Kansas entre colonos abolicionistas y proesclavistas (el último de los cuales controlaba el gobierno legal con base en Lecompton). Después de que las fuerzas del sur bloquearon Topeka en 1856, los líderes de Topeka tomaron medidas para defender la ciudad del estado libre de una invasión. Se organizó una milicia y se construyeron fortificaciones de piedra en Quincy Street. Las fortificaciones parecían consistir en impuestos de movimiento de tierras bajos reforzados por la presencia de al menos un cañón. La milicia manejó las fortificaciones hasta al menos septiembre de 1856, cuando se levantó el sitio alrededor de la ciudad.
Tras una década de conflicto abolicionista y a favor de la esclavitud que le dio al territorio el apodo de Bleeding Kansas, Kansas fue admitido en la Unión en 1861 como el estado número 34. Topeka fue elegida como capital, con Charles Robinson como primer gobernador. En 1862, Cyrus K. Holliday donó un terreno al estado para la construcción de un capitolio estatal. La construcción del Capitolio del Estado de Kansas comenzó en 1866. Se necesitaron alrededor de 37 años para construir el capitolio, primero el ala este, luego el ala oeste y finalmente el edificio central, utilizando piedra caliza de Kansas. En el otoño de 1864, se construyó un fuerte empalizada, más tarde llamado Fort Simple, para proteger Topeka, en caso de que el Ejército de los Estados Confederados en Misuri atacara la ciudad. Fue abandonado en abril de 1865 y demolido en abril de 1867.

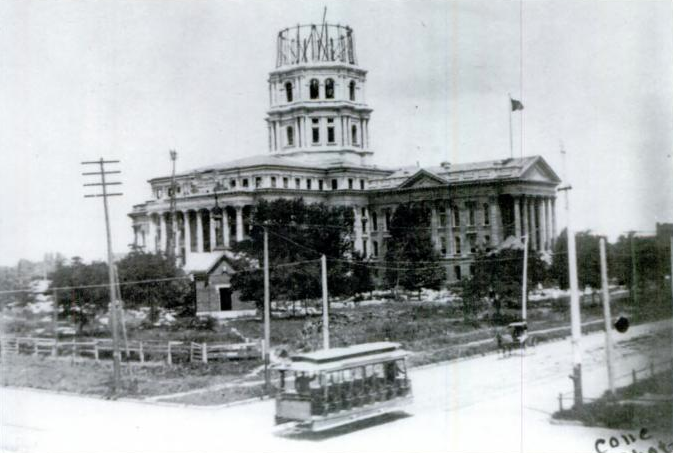
El Capitolio de Kansas en construcción

Los funcionarios estatales utilizaron por primera vez el capitolio estatal en 1869, trasladándose de Constitution Hall, lo que ahora es 427-429 S. Kansas Avenue. Además de ser utilizado como la casa del estado de Kansas de 1863 a 1869, el Salón de la Constitución es el sitio donde los colonos contra la esclavitud se reunieron en 1855 para escribir la primera de las cuatro constituciones estatales, convirtiéndolo en el "Capitolio del Estado Libre". El Servicio de Parques Nacionales reconoce el Salón de la Constitución en Topeka como sede en la operación de Lane Trail to Freedom en el Ferrocarril Subterráneo, el principal paso de escape de esclavos y camino de libre comercio.Aunque la sequía de 1860 y el período subsiguiente de la Guerra de Secesión desaceleraron el crecimiento de Topeka y el estado, Topeka siguió el ritmo del renacimiento y el período de crecimiento que disfrutó Kansas desde el final de la guerra en 1865 hasta 1870. En la década de 1870, muchos ex esclavos, conocidos como Exodusters, se establecieron en el lado este de Lincoln Street entre Munson y 12th Street. El área se conocía como Tennessee Town porque muchos de ellos eran del estado voluntario. El Dr. Charles Sheldon, pastor de la Iglesia Congregacional Central, organizó el primer jardín de infancia afroamericano al oeste del Misisipi en 1893.
Lincoln College, ahora Universidad de Washburn, se estableció en 1865 en Topeka mediante un estatuto emitido por el Estado de Kansas y la Asociación General de Iglesias y Ministros Congregacionales de Kansas. En 1869, el ferrocarril comenzó a moverse hacia el oeste desde Topeka, donde se establecieron las oficinas generales y los talleres mecánicos del sistema ferroviario Atchison, Topeka y Santa Fe en 1878.
A fines de la década de 1880, Topeka pasó por un período de auge que terminó en desastre. Se produjo una gran especulación sobre los lotes de la ciudad. La burbuja de 1889 estalló y muchos inversores se arruinaron. Topeka, sin embargo, duplicó su población durante el período y pudo capear las depresiones de la década de 1890.
A principios del siglo XX, despegó otro tipo de auge, esta vez la industria del automóvil, y aparecieron y desaparecieron numerosas empresas pioneras. Topeka no se quedó fuera. La Smith Automobile Company se fundó allí en 1902 y duró hasta 1912.

### SigloXX

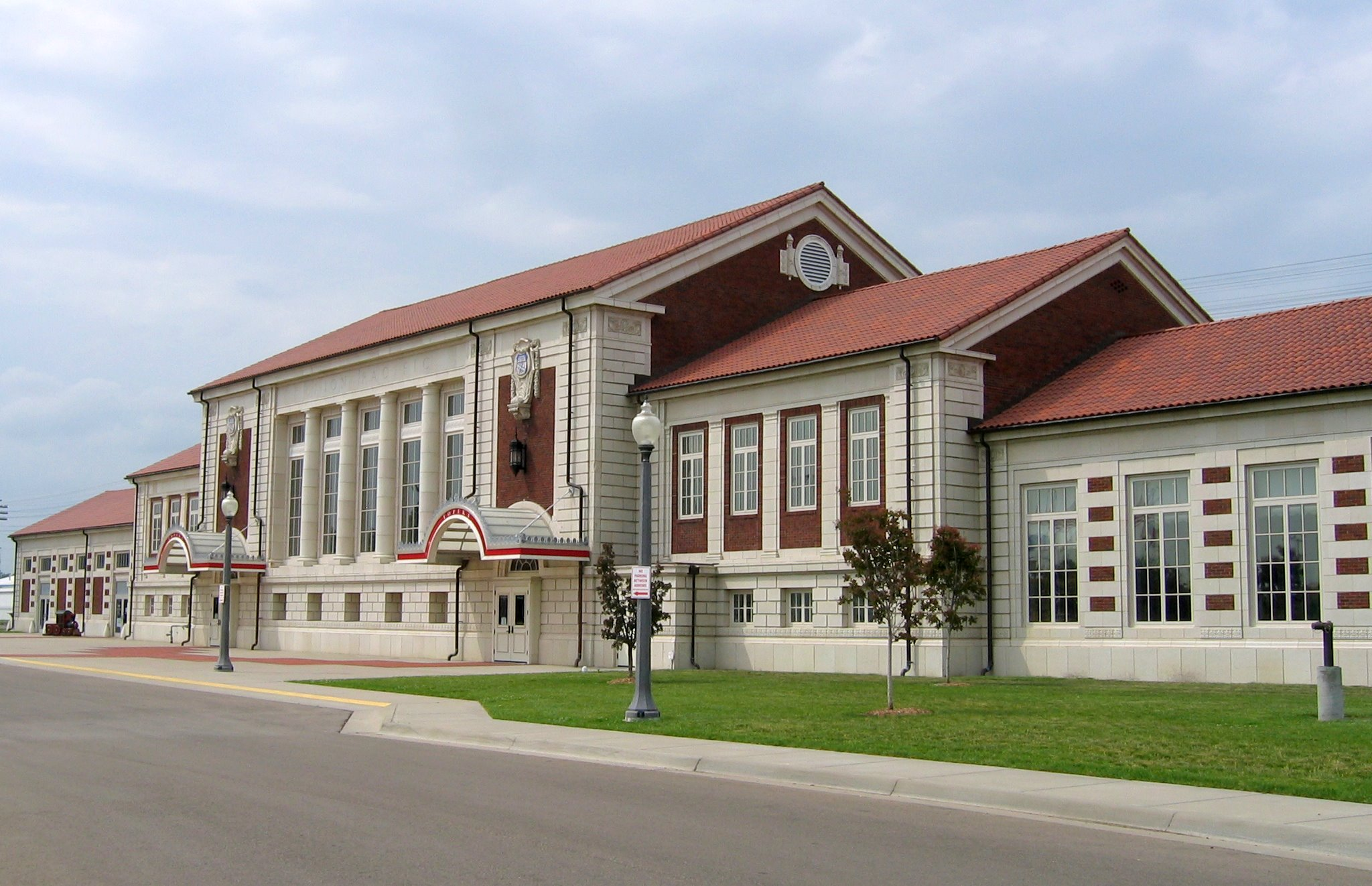
Great Overland Station, una antigua estación de tren, inaugurada en 1927

En Topeka se abrió el primer jardín de infantes afroamericano al oeste del río Misisipi. Y aquí nació Oliver Brown, el demandante en el caso Brown v. Board of Education, gracias al cual se eliminó el estándar de "separados pero iguales" y se exigió la integración racial en las escuelas públicas estadounidenses. En 1960, la Oficina del Censo informó que la población de Topeka era 91,8 % blanca y 7,7 % negra. En el momento en que se presentó la demanda, solo las escuelas primarias estaban segregadas en Topeka, y la Escuela Secundaria de Topeka había estado completamente integrada desde su creación en 1871. Además, la escuela secundaria de Topeka era la única escuela secundaria pública en la ciudad de Topeka. Existían otras escuelas secundarias rurales, como Washburn Rural High School, creada en 1918, y Seaman High School, creada en 1920. Highland Park High School se convirtió en parte del sistema escolar de Topeka en 1959 junto con la apertura de Topeka West High School en 1961. Una escuela secundaria católica —Asunción High School, más tarde rebautizada como Capitol Catholic High School, luego en 1939 nuevamente rebautizada como Escuela Secundaria Hayden en honor a su fundador, el padre Francis Hayden— también funcionó en la ciudad a partir de 1911.

Monroe Elementary, una escuela segregada que figuró en el histórico caso Brown contra el Consejo de Educación, gracias a los esfuerzos de la Fundación Brown en colaboración con la delegación del Congreso de Kansas a principios de la década de 1990, es ahora el sitio histórico nacional Brown v. Board de la Junta de Educación. La Fundación Brown es en gran parte responsable del contenido de las exposiciones interpretativas en el sitio histórico. El sitio histórico nacional fue inaugurado por el presidente George W. Bush el 17 de mayo de 2004.

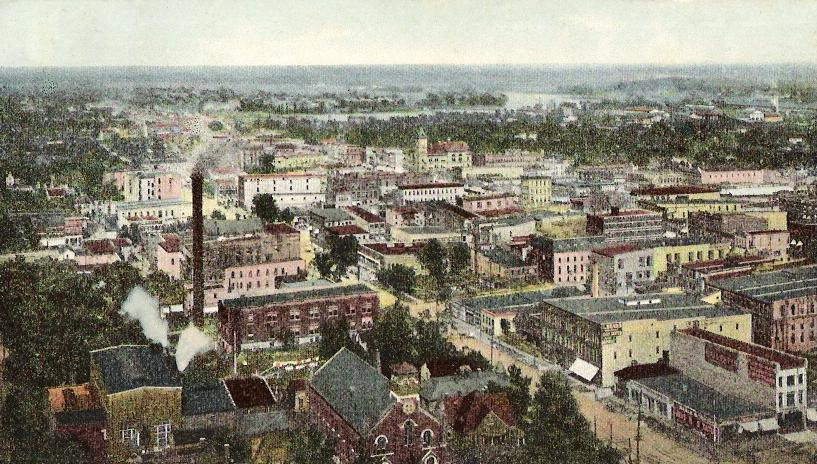
Vista aérea en 1909

Topeka ha luchado con la carga de la discriminación racial incluso después del caso Brown. Nuevas demandas intentaron sin éxito obligar a los distritos escolares suburbanos que rodean la ciudad a participar en la integración racial con el distrito del centro de la ciudad. A fines de la década de 1980, se formó un grupo de ciudadanos que se hacían llamar Grupo de Trabajo para Superar el Racismo en Topeka para abordar el problema de una manera más organizada.
El 8 de junio de 1966, Topeka fue azotada por un tornado de categoría F5 en la escala de Fujita. Comenzó en el lado suroeste de la ciudad, se desplazó hacia el noreste y pasó sobre un punto de referencia local llamado Burnett's Mound. Según una leyenda india local, se pensaba que este montículo protegería a la ciudad de los tornados si no se perturbaba. Unos años antes del paso del tornado, el desarrollo urbanístico comenzó cerca del montículo, incluido un tanque de agua construido cerca de la parte superior del montículo en contra de las advertencias de los nativos americanos locales. El tornado pasó por la ciudad, golpeando el centro de la ciudad y la Universidad de Washburn. El costo total de reparación se calculó en 100 millones de dólares, lo que lo convirtió, en ese momento, en uno de los tornados más costosos en la historia de Estados Unidos. Incluso hasta el día de hoy, teniendo en cuenta la inflación, el tornado de Topeka se erige como uno de los más costosos registrados. También ayudó a dar a conocer a Bill Kurtis, futuro locutor de CBS y A&E, quien se hizo muy conocido por su advertencia televisada de "... cúbranse, ¡por el amor de Dios, cúbranse!" en WIBW-TV durante el tornado. (La ciudad alberga una Oficina de Pronóstico del Servicio Meteorológico Nacional que atiende a 23 condados en el centro-norte, noreste y centro-este de Kansas).

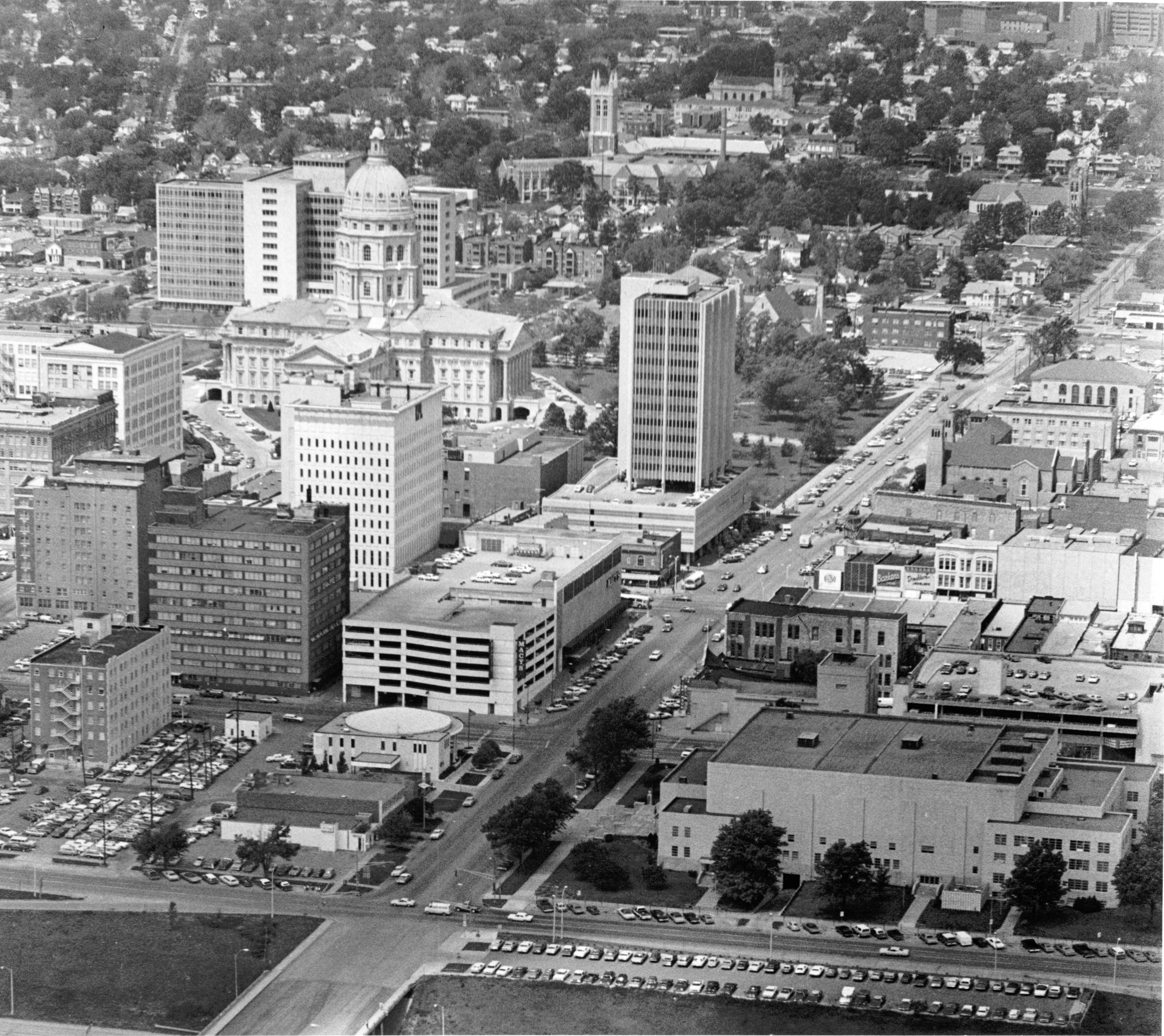
Topeka en 1980

En 1974, la Base de la Fuerza Aérea de Forbes cerró y más de 10 000 personas abandonaron Topeka, lo que influyó en los patrones de crecimiento de la ciudad en los años venideros. Durante la década de 1980, los ciudadanos de Topeka votaron para construir un nuevo aeropuerto y centro de convenciones y cambiar la forma de gobierno de la ciudad. West Ridge Mall abrió en 1988, reemplazando al White Lakes Mall, que abrió en 1964.
En 1989, Topeka se convirtió en la meca de los deportes de motor con la apertura de Heartland Park Topeka. El Centro de Artes Escénicas de Topeka abrió sus puertas en 1991. A principios de la década de 1990, la ciudad experimentó un crecimiento comercial con la ubicación de Reser's Fine Foods en Topeka y expansiones para Santa Fe y Hill's Pet Nutrition.
Durante la década de 1990, los votantes aprobaron la emisión de bonos para mejoras en las escuelas públicas, incluidas escuelas magnet, tecnología, aire acondicionado, aulas y un complejo deportivo. Los votantes también aprobaron un impuesto sobre las ventas de un cuarto de centavo para un nuevo centro policial y, en 1996, aprobaron una extensión del impuesto sobre las ventas para el Intercambio East Topeka que conecta Oakland Expressway, K-4, I-70 y Kansas Turnpike.. Durante la década de 1990, los votantes del condado de Shawnee aprobaron medidas fiscales para ampliar la biblioteca pública de los condados de Topeka y Shawnee. La Legislatura de Kansas y el gobernador también aprobaron legislación para reemplazar la mayor parte del impuesto a la propiedad que apoya a la Universidad de Washburn con un impuesto a las ventas en todo el condado.

### SigloXXI
En 2000, los ciudadanos votaron nuevamente para extender el impuesto sobre las ventas de un cuarto de centavo, esta vez para el desarrollo económico de Topeka y el condado de Shawnee. En agosto de 2004, los ciudadanos del condado de Shawnee votaron para derogar el impuesto sobre las ventas de un cuarto de centavo de 2000 y reemplazarlo con un impuesto sobre las ventas de medio centavo durante 12 años designado para el desarrollo económico, carreteras y puentes. Cada año, el impuesto sobre las ventas proporciona 5 millones de dólares designados para incentivos para el desarrollo comercial y la creación de empleo, y 9 millones de dólares para carreteras y puentes. La planificación está en marcha para continuar reurbanizando terrenos a orillas del río Kansas, que fluye de oeste a este a través de Topeka. En el Kansas River Corridor a través del centro de la ciudad, el centro de Topeka ha experimentado el desarrollo de apartamentos y lofts en condominio, y mejoras en la fachada y el paisaje urbano.

## Geografía
El 1 de marzo de 2010, el alcalde de Topeka, Bill Bunten, emitió una proclamación en la que pedía que Topeka fuera conocida durante el mes de marzo como "Google, Kansas, la ciudad capital de la fibra óptica ". El cambio de nombre vino de la mano de Ryan Gigous, que quería "remarcar" la ciudad con un simple gesto. Esto se hizo para ayudar a "apoyar los esfuerzos continuos para llevar el experimento de fibra de Google " a Topeka, aunque no fue un cambio de nombre legal. Los abogados desaconsejaron al ayuntamiento y al alcalde un cambio de nombre oficial. Google anunció en broma que cambiaría su nombre a Topeka para "honrar ese gesto conmovedor" el 1 de abril de 2010 (Día de los Inocentes) y cambió su página de inicio para decir Topeka. En su blog oficial, Google anunció que este cambio afectó a todos sus servicios, así como a su cultura, por ejemplo. "Googlers" a "Topekans", "Project Virgle" a "Project Vireka" y el uso adecuado de "Topeka" en inglés como adjetivo y no como verbo, para evitar que la marca comercial se generalice.

### Clima
| Parámetros climáticos promedio de Topeka, Kansas (Topeka Regional Airport), normales 1991–2020 , extremos 1887–presente | Parámetros climáticos promedio de Topeka, Kansas (Topeka Regional Airport), normales 1991–2020 , extremos 1887–presente | Parámetros climáticos promedio de Topeka, Kansas (Topeka Regional Airport), normales 1991–2020 , extremos 1887–presente | Parámetros climáticos promedio de Topeka, Kansas (Topeka Regional Airport), normales 1991–2020 , extremos 1887–presente | Parámetros climáticos promedio de Topeka, Kansas (Topeka Regional Airport), normales 1991–2020 , extremos 1887–presente | Parámetros climáticos promedio de Topeka, Kansas (Topeka Regional Airport), normales 1991–2020 , extremos 1887–presente | Parámetros climáticos promedio de Topeka, Kansas (Topeka Regional Airport), normales 1991–2020 , extremos 1887–presente | Parámetros climáticos promedio de Topeka, Kansas (Topeka Regional Airport), normales 1991–2020 , extremos 1887–presente | Parámetros climáticos promedio de Topeka, Kansas (Topeka Regional Airport), normales 1991–2020 , extremos 1887–presente | Parámetros climáticos promedio de Topeka, Kansas (Topeka Regional Airport), normales 1991–2020 , extremos 1887–presente | Parámetros climáticos promedio de Topeka, Kansas (Topeka Regional Airport), normales 1991–2020 , extremos 1887–presente | Parámetros climáticos promedio de Topeka, Kansas (Topeka Regional Airport), normales 1991–2020 , extremos 1887–presente | Parámetros climáticos promedio de Topeka, Kansas (Topeka Regional Airport), normales 1991–2020 , extremos 1887–presente | Parámetros climáticos promedio de Topeka, Kansas (Topeka Regional Airport), normales 1991–2020 , extremos 1887–presente |
| Mes | Ene. | Feb. | Mar. | Abr. | May. | Jun. | Jul. | Ago. | Sep. | Oct. | Nov. | Dic. | Anual |
| --- | --- | --- | --- | --- | --- | --- | --- | --- | --- | --- | --- | --- | --- |
| Temp. máx. abs. (°C) | 25.6 | 28.9 | 33.9 | 36.1 | 39.4 | 42.8 | 45.6 | 45 | 43.3 | 36.1 | 29.4 | 25 | 45.6 |
| Temp. máx. media (°C)                                                                                                   | 4.7 | 7.6 | 13.9 | 19.4 | 24.7 | 29.9 | 32.3 | 31.6 | 27.2 | 20.5 | 12.9 | 6.6 | 19.3 |
| Temp. media (°C) | -1 | 1.6 | 7.6 | 13.1 | 18.7 | 24.2 | 26.6 | 25.5 | 20.7 | 13.9 | 6.8 | 1.1 | 13.2 |
| Temp. mín. media (°C)                                                                                                   | -6.7 | -4.3 | 1.2 | 6.6 | 12.8 | 18.4 | 20.7 | 19.3 | 14.2 | 7.3 | 0.6 | -4.4 | 7.1 |
| Temp. mín. abs. (°C) | -30.6 | -31.7 | -21.7 | -12.2 | -3.3 | 2.2 | 6.1 | 4.4 | -1.7 | -8.9 | -20.6 | -32.2 | -31.7 |
| Precipitación total (mm)                                                                                                | 22.6 | 33.3 | 57.2 | 96.8 | 131.3 | 125 | 101.3 | 115.6 | 89.4 | 72.4 | 45.2 | 37.8 | 927.9 |
| Nevadas (cm) | 11.7 | 13.2 | 4.3 | 0.3 | 0 | 0 | 0 | 0 | 0 | 1 | 2.5 | 10.4 | 43.4 |
| Días de precipitaciones (≥ 0.2 mm)                                                                                      | 5.9 | 6.0 | 8.4 | 10.0 | 11.9 | 10.9 | 8.8 | 8.8 | 7.5 | 7.9 | 6.2 | 5.8 | 98.1 |
| Días de nevadas (≥ 0.2 cm)                                                                                              | 3.7 | 2.8 | 1.3 | 0.2 | 0.0 | 0.0 | 0.0 | 0.0 | 0.0 | 0.2 | 1.0 | 2.8 | 12.0 |
| Fuente n.º 1: NOAA | | | | | | | | | | | | | |
| Fuente n.º 2: National Weather Service                                                                                  | | | | | | | | | | | | | |

## Galería

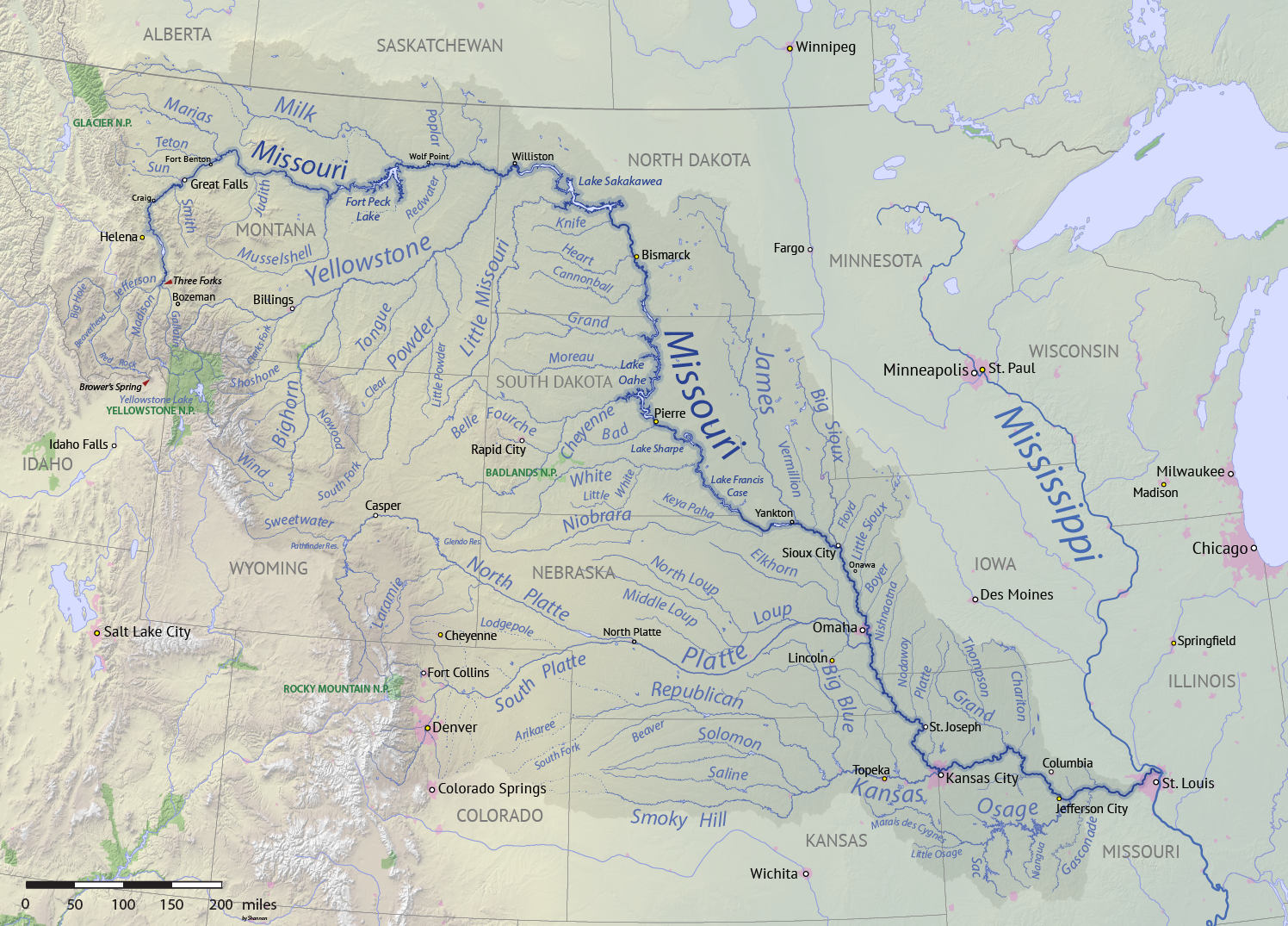
Topeka (abajo der.) en un mapa del río Misuri
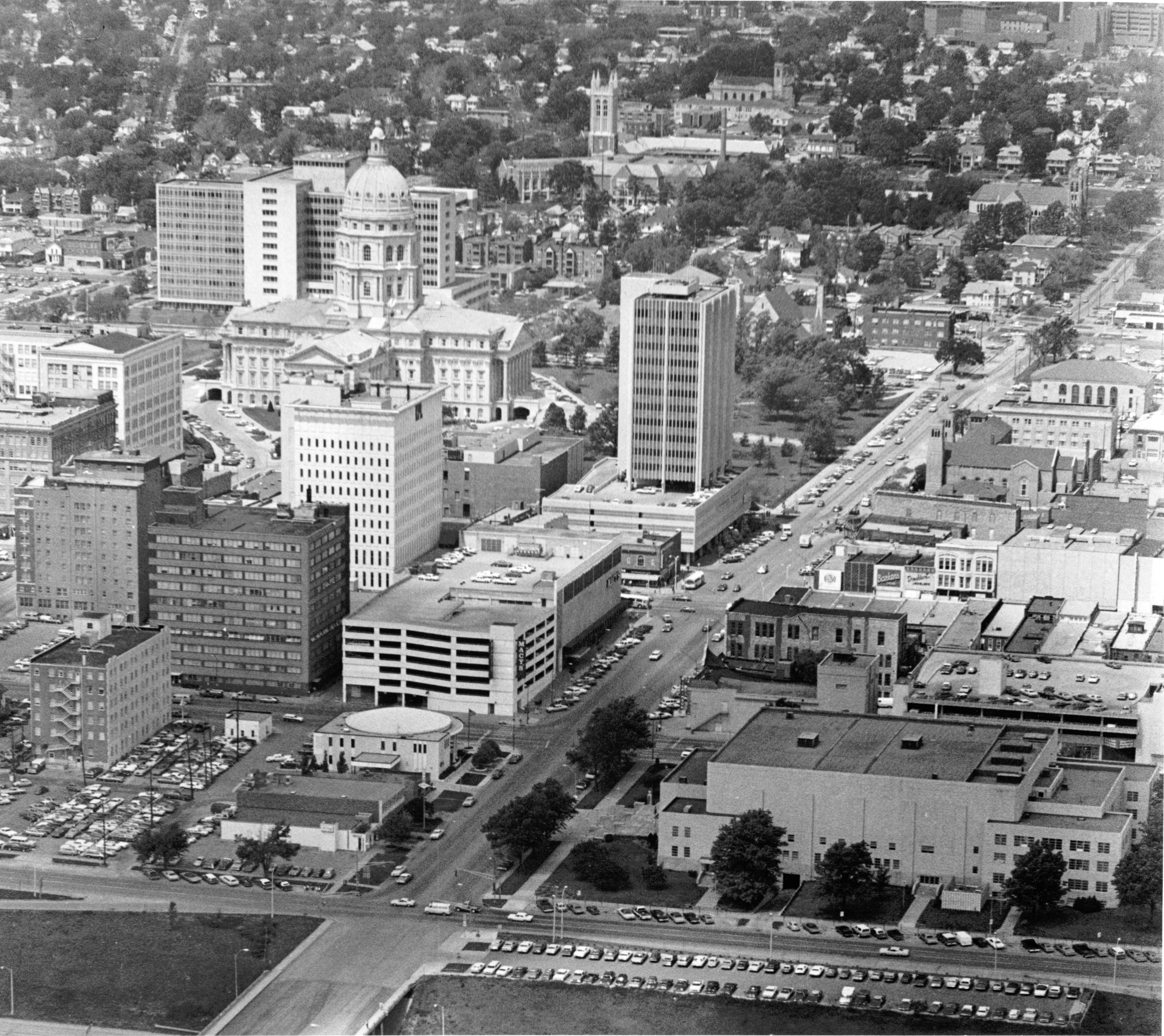
Topeka en 1980
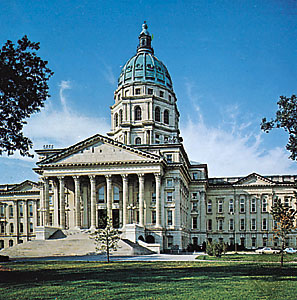
El Capitolio de Kansas en 2006
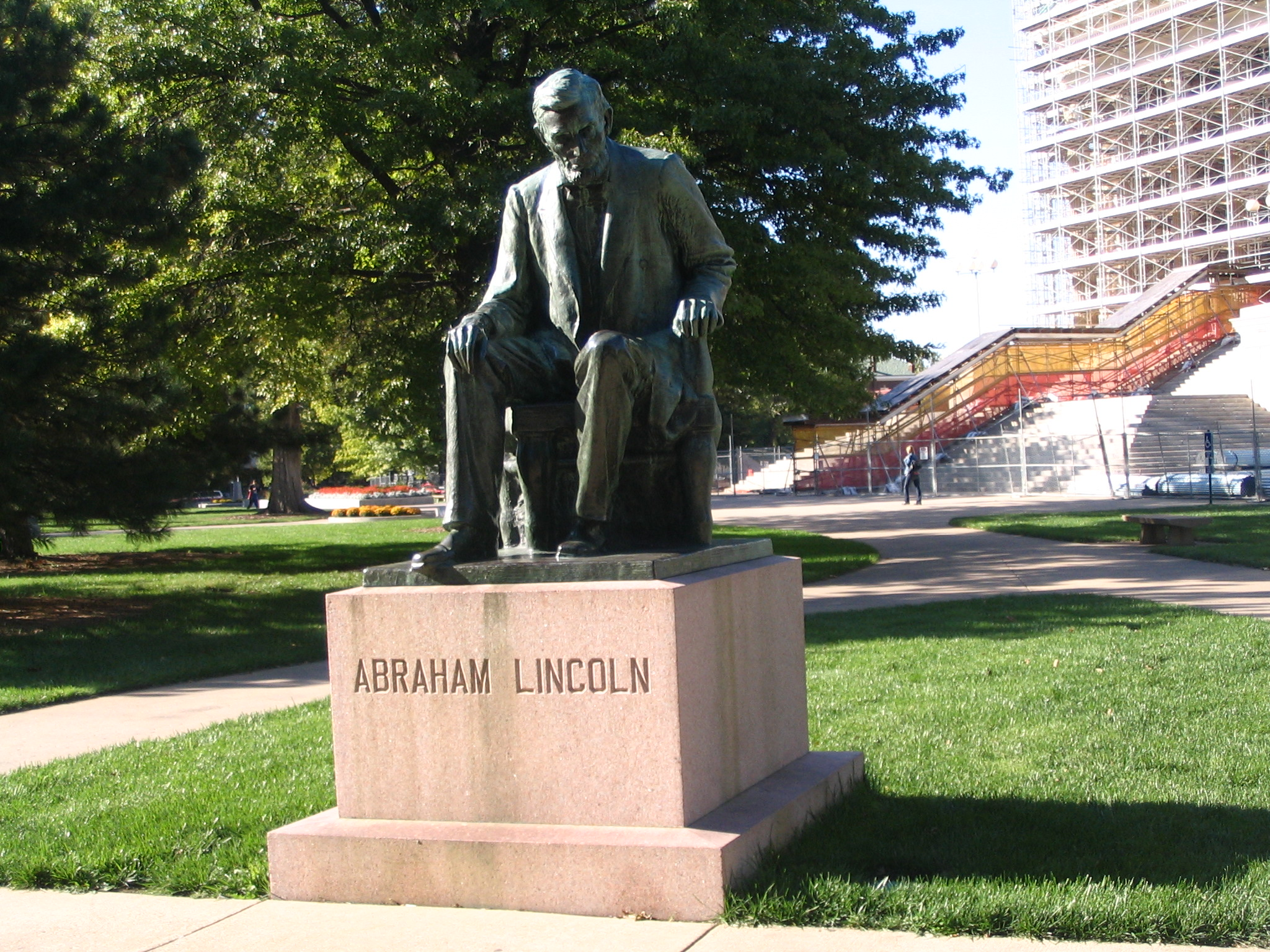
Estatua de Abraham Lincoln en Topeka

## Educación
Las Escuelas Públicas de Topeka gestiona escuelas públicas.